# Grinfild investicija
Grinfild investicija (engl. Greenfield investment) je jedna od vrsta investicija, za koju je značajno, da se sa poslom počinje posve od početka, bez prethodne infrastrukture, poslovnih prostora i radnika.
Grinfild investicija je alternativa ostalim vrstama investicija, kao što su na primer preuzimanje, partnersko udruženje, otkup licence itd. 